# Maskelynes
Le maskelynes, ou kuliviu, est une langue océanienne parlée par 1 100 locuteurs au sud de Malekula, dans les îlots Maskelyne.

## Écriture
Un premier orthographe maskalynes, utilisant l’alphabet latin, est développé par des missionnaires pour la traduction de l’Évangile selon Marc en 1906.
Un nouvel orthographe est développé en lors d’ateliers organisés en 1999 et 2000.
| a | b | b̃ | d | e | ǝ | g | h | i |
| k | l | m | m̃ | n | ŋ | o | p | p̃ |
| r | s | t | u | v | ṽ | w | y |   |